# Sprekend wapen

Het sprekende wapen van Piet Hein met een piet (vogeltje) en een omheining (hein), als voorbeeld van een sprekend wapen.

wapenschild van Andreas Vesalius: drie wezels.

Wapen van Hensbroek

Sprekend wapen van Zonhoven met een zon. Het Belgische wapen is in Nassause kleuren.

Een sprekend wapen is in de heraldiek een wapen waarin de afbeelding verwijst naar de naam van de drager ervan. 
Sprekende wapens zijn in de heraldiek vrij algemeen. Het ligt voor de hand om in het wapen van de familie Vos een hondachtig roofdier met die naam te plaatsen. 
Onder andere het wapen van Kopenhagen is sprekend. Hier staan de torens symbool voor de oude naam van de stad: Havn (Nederlands: Haven), die een haven vormen boven het water dat in de schildvoet is afgebeeld.
Men vindt ook veel ingewikkelder afleidingen, zoals bij de Engelse families Montagu en Montacute. Op hun schild zijn drie ruiten te zien die bergtoppen of, in het Latijn, "mons acutus" voorstellen. Nog verder gezocht is het wapen van Mortimer dat blauwe en gouden strepen draagt met over alles een zilveren hartschild. De betekenis is dat het goud het Heilige land, het blauw de hemel en het zilver de Dode Zee "Mortui maris" voorstelt. Heraldische schrijvers van naam zoals Bruno Bernard Heim waarschuwen tegen dergelijke rebussen, omdat in de heraldiek eenvoud en een snel begrip als kenmerk van het ware gelden.
In sommige sprekende wapens komen verkeerd begrepen en etymologisch onhoudbare verwijzingen voor. De vroegere Zeeuwse gemeente Bommenede draagt een bom in het wapen. Dat lijkt logisch maar volgens historici is de naam eerder van een bom (type vissersschip) of zelfs een middeleeuwse voornaam afgeleid. Ook de leeuw van Leeuwarden doet misschien geen recht aan de naam van de stad, die vermoedelijk "dorp in de lieuwte" (uit de wind) betekent.

## Voorbeelden van sprekende familiewapens
- Buisman voert een schip (buis) in het wapen
- Bolt voert een wagenas ("bolt")
- Boonstra koos een veld met drie bonen
- Boomsma voert een boom
- Cammingha koos voor een kam
- Cavaljé voert een ruiter of cavalerist
- Doornbos voert een doornboom
- Hartsuiker voert een vlammend hart
- Hazelhof voert een haas
- Heeringa voert een haring
- Hoppinck voert een hoptak
- Knol koos knollen
- Knot voert een knotwilg
- Kuijper voert drie kuipershamers
- Laarakkers voert drie korenhalmen
- Mulder voert een molenkruis
- Olivier voert een olijfboom
- Roggenkamp voert rogge-aren "mal ordonnée"
- Roggeveen voert rogge aren op een zware veengrond
- Spiets voert een arm met een gouden spitse dolk
- Teerling koos voor dobbelstenen
- Van Sloten koos een kasteel met sleutels
- Steensma en Tichelaar kozen voor houten steenvormen (mallen)
- Toxopeus laat zien dat de naam van de Griekse aanduiding voor boogmaker afstamt
- Wassenaer en Wassenaar kozen drie liggende heraldische "wassenaars" (=maansikkels)
- Van der Veen plaatste drie turven in het wapen
- Wieringa en Wierenga kozen voor een groene heuvel. De afleiding is hier "wierde" of "terp".
- Wolthuis plaatste "in zilver een bakstenen overhoeks huis keel met drie bomen sinopel voor de voorgevel"

De "sprekende" wapens die de families Arends, Muizelaar, Roosenstruyck, Bokma de Boer, Van der Zweep, Blaupot, Visser, Vis, Vonk, Vos, Witkop, Kruis en Kruisinga kozen, spreken voor zich. In al deze wapens zijn de voornaamste bestanddelen van hun geslachtsnaam te vinden.
Het wapen van de families Varkenvisser en Varkevisser verklapt dat de "varkens" waarop werd gevist bruinvissen waren. Deze "vissen", eufemistisch "zeevarkens" genoemd, mochten van de Rooms-Katholieke Kerk tijdens de vasten gegeten worden en leverden een lucratieve vangst op.

## galerij

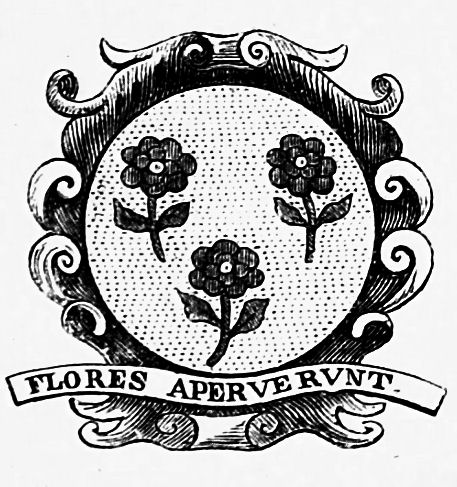
Abt Blommaert, met drie bloemen
Sint-niklaas
Huis Estrix, met een ekster.
Wapen van Oxford, Engeland: een os in een voorde (ondiep water)
Stadswapen van Maagdenburg (maagd en burg)

adelaar · Agnus Dei · alliantiewapen · andreaskruis · ankerkruis · armoriaal · baldakijn · barensteel · bezant · Bourgondisch kruis · brisure · cartouche · centaur · cordelière · dekkleed · dorpsvlag · dorpswapen· drieberg · dubbelkoppige adelaar · dwarsbalk · fleur de lis · fleuron · Friese adelaar · gaande leeuw · gecarteleerd · Gelderse leeuw · gepaald · gravenkroon · groot wapen · griffioen · hartschild · helmkroon · helmteken · heraldische kleur · herautstuk · hermelijn · hoed · Hollandse tuin · huismerk · Jeruzalemkruis · karbonkel · keizerskroon · keper · koek · kromstaf · kroon · krukkenkruis · kwartier · kwartileren · kwartierzoom · leeuw · markiezenkroon · merlet · molenijzer · motto · muurkroon · nassaublauw · natuurlijke kleur · Nederlandse leeuw · Nederlandse Maagd · ombrellino · ordeketen · palen · pentagram · pijlenbundel · raadselwapen · raaf · respectant · riddertoernooi · rijksbanier · rijkskleuren · rijksstandaard · rijkswapen · roos · Rudolfinische keizerskroon · Saksenros · Saladins Adelaar · scharlakenrood · schildhoofd · schildhouder · schildvoet · schildzoom · schoof · schuinbalk · schuinstreep sinister · sinister · sleutels van Petrus · socialistische heraldiek · sprekend wapen · stadskleuren · standaard · stedenmaagd · ster · tinctuur · vair · vermeerdering · vlag · vorstenhoed · vrijheidshoed · vrijkwartier · vrouwenwapen · wapen · wapenbelasting · Wapenboek Beyeren · Wapenboek Gelre · wapenbord · wapendiploma · wapendier · wapenkast · wapenkoning · wapenmantel · wapenrecht · wapenrol · wapenstier · wapentent · wassende en afnemende maan · Waterlandse zwaan · Westfriese boomwapens · wildeman · wolfsangel · wrong